# Lithocarpus submonticolus
Lithocarpus submonticolus är en bokväxtart som först beskrevs av Adolph Daniel Edward Elmer, och fick sitt nu gällande namn av Alfred Rehder. Lithocarpus submonticolus ingår i släktet Lithocarpus och familjen bokväxter. Inga underarter finns listade.